# Воля-Высоцкая
Воля-Высоцкая (укр. Воля-Висоцька) — село в Жолковской городской общине Львовского района Львовской области Украины.
Население по переписи 2001 года составляло 1739 человек. Занимает площадь 24,980 км². Почтовый индекс — 80350. Телефонный код — 3252.